# 布延德區
布延德區是非洲中部國家烏干達的111個區之一，由東部區負責管轄，首府是布延德，距離金賈約100公里，該區缺乏道路、醫院等基礎建設，2002年人口估計為191,300。

## 外部連結
- Proposed Homepage for Buyende District

01°11′N 33°10′E / 1.183°N 33.167°E